# Peter Hansted
Peter Hansted (født 12. januar 1956) i Hørsholm er en dansk politiker fra Socialdemokratiet, der siden 1. januar 2022 har været borgmester i Ærø Kommune, hvor han afløste partifællen Ole Wej Petersen. Peter Hansted er søn af den tidligere socialdemokratiske statsminister Jens Otto Krag, og Lisbeth Hansted, som Krag havde en udenomsægteskabelig affære med.
Efter en uddannelse som landmand, har han arbejdet som efterskolelærer, forstander, afdelingsleder og værtshusholder, inden han i 2007 flyttede til Ærø, hvor han blandt andet arbejdede som køkkenleder og bryggeridirektør.